# Габец, Елена Николаевна
Елена Николаевна Габец (род. 1 января 1955 года, Уфа, РСФСР, СССР) — российская актриса театра и кино, сценарист.  Заслуженная артистка Российской Федерации (2019).

## Биография
Елена Габец родилась в Уфе 1 января 1955 года. Училась в театральном училище им. Б. В. Щукина, после окончания которого в 1976 году, была принята в Театр на Таганке. С 1993 года работает в театре «Содружество актёров Таганки».

## Театральные работы
- «Антимиры», А. Вознесенский, реж. Ю. Любимов, Театр на Таганке
- «Десять дней, которые потрясли мир», Д. Рид, реж. Ю. Любимов, Театр на Таганке (эпизоды)
- «Гамлет», У. Шекспир, реж. Ю. Любимов, Театр на Таганке — Оркестрик (виола)
- «Час пик», Е. Ставинский, реж. В. Смехов, Театр на Таганке — Эльжбетка, Певица
- «Товарищ, верь!», Л. Целиковская, Ю. Любимов, реж. Ю. Любимов, Театр на Таганке — Натали, Цыганка
- «Что делать?», Н. Чернышевский, реж. Ю. Любимов, Театр на Таганке — Цыганка, Бозио, солистка хора
- «Мастер и Маргарита», М. Булгаков, реж. Ю. Любимов, Театр на Таганке — Фрида, эпизоды
- «Дом на набережной», Ю. Трифонов, реж. Ю. Любимов, Театр на Таганке — дочь Глебова
- «Деревянные кони», Ф. Абрамов, реж. Ю. Любимов, Театр на Таганке — Санюшка
- «Послушайте», В. Маяковский, реж. Ю. Любимов, Театр на Таганке — Ведущая
- «Тартюф», Ж. —Б. Мольер, реж. Ю. Любимов, Театр на Таганке — Марианна, Эльмира
- «Обмен», Ю. Трифонов, реж. Ю. Любимов, Театр на Таганке — Фигуристка
- «Борис Годунов», А. С. Пушкин, реж. Ю. Любимов, Театр на Таганке — плачи
- «Пир во время чумы», А. С. Пушкин, реж. Ю. Любимов, Театр на Таганке — Клотильда — Смерть
- «Пять рассказов Бабеля» (« Иисусов грех»), реж. Е. Кучер, Театр на Таганке — Арина
- «Полтора квадратных метра», Б. Можаев, реж. А. Эфрос, Театр на Таганке — Секретарша
- «У войны не женское лицо», С. Алексиевич, реж. А. Эфрос, Театр на Таганке — Сестра
- «Орестея», Эсхил, реж. П. Штайн, Международная конференция театральных союзов 1993—1997 гг.
- «Слуга трёх госпож», В. Кольхаазе и Р. Циммер, реж. В. Крамер, Проект независимой антрепризы Н. Колесник «ТеатрДом», Санкт Петербург (Г. Хазанов, О. Волкова, Е. Санаева, Е. Габец) 2001—2003 гг. — Цицилия Хеккендорф

## Сценарии, пьесы, статьи
Елена Николаевна пишет сценарии, пьесы:
- Статьи-исследования творчества А. А. Ахматовой, «Литературная Россия», 1989 г.
- Пьеса об Ахматовой, написанная в соавторстве с Е. Резниковой, «Сомнамбула или сон во сне» (переведена во Франции)
- Либретто, в соавторстве с А. Вологдиным, к мюзиклу «CROWN OF ALEXANDER» (США, 1998 г.)
- Сценарий, в соавторстве с А. Вологдиным, х/ф «БИТВА», права приобретены ЗАО «Красная стрела».
- Сценарий, в соавторстве с А. Вологдиным, х/ф «Путь к вершине» («Одержимые тенью»), права у студии «Эверест».
- Сценарий, в соавторстве с А. Вологдиным, полнометражного анимационного фильма «Тайны Сухаревой башни», права у студии «Мастер- Фильм», а также нескольких серий анимационного сериала «Тайны Сухаревой башни. Волшебные миры».
- Сценарий, в соавторстве с А. Вологдиным, телефильмов: «Детройтская пятерка», «Спорт, спорт, спорт», «Кубок 'Спартака'. Ветераны».

## Фильмография

### Роли в кино
- 2007 — Спецгруппа — секретарь Трофимова
- 2005 — Лига обманутых жен — эпизод
- 2001 — Сказ про Федота-стрельца — нянька
- 1991 — Клан
- 1986 — На пороге — Елена
- 1981 — Последний гейм — студентка Наташа, подруга Стаса, дочь профессора Донцова, играет в теннис
- 1981 — Золотая пропасть — Белянка Дублировала Л.Карауш
- 1976 — Преступление — Надя Коврова

### Озвучивание мультфильмов
- 2003 — Пинежский Пушкин — '
- 2004 — Десантник Стёпочкин — мать Стёпочкина
- 2004 — Элька и Звёздный почтальон — Чайка
- 2005 — Волшебные холмы — Чайка
- 2006 — Элька — Мама
- 2008 — Стёпочкин и лунный десант — мать Стёпочкина
- 2009 — День рождения Алисы — Бабушка Толо
- 2010 — Приключения котёнка и его друзей

## Награды и звания
- Заслуженная артистка Российской Федерации (19 декабря 2019 года) — за большой вклад в развитие отечественной культуры и искусства, многолетнюю плодотворную деятельность[1].